# 情報保障
情報保障（じょうほうほしょう）とは、身体的なハンディキャップにより情報を収集することができない者に対し、代替手段を用いて情報を提供すること。
情報保障とは、人間の「知る権利」を保障するもの。いつでも、誰も情報が伝わらない状況に陥る可能性がある。特に聴覚障害者は、音声によって提供される情報や会話を理解できないため、日常的に情報から疎外されているといえる。そのため、一般的に「情報保障」とは、聴覚障害者に対するコミュニケーション支援を指して用いられる。

## 代替手段
聴覚野の部分的障碍において、特定の音域について情報取得を困難とすることがあり、音域を調整することで情報取得が可能となる場合、見えているが文字情報の取得を困難とするため聴覚に依存する代替手段を要する場合など、個々の態様に応じ代替手段も多様である。
聴覚及び視覚に依存する情報の取得が困難な場合には、触覚による情報形態が代替手段となる。

### 視覚による代替
講演など、聴覚に依存する情報が提供され、聴覚による情報取得に支障があり、かつ視覚による情報取得に支障のない人々への情報保障には、視覚による代替手段が用いられる。
広義には、国際会議など、理解しない言語による音声情報を、理解できる言語による視覚情報に変換提供することも、視覚代替による情報保障に含まれる。

#### 手話通訳
手話通訳は音声情報を手話によって視覚情報化する情報保障形態である。手話を母語とする聴覚障害者にとって、一番理解しやすい形態の情報保障である。
しかし、聴覚障害者への手話通訳の公費派遣は多くの自治体で、公的施設（市役所・官公庁への同伴）や病院などに限定されており、聴覚障害者が本当にコミュニケーションにおいて情報保障を必要とする生活の様々な場面では手話通訳を受けられないという問題がある。そのため、個人的にセミナーやイベントへの参加に手話通訳を依頼する場合、多くは聴覚障害者が通訳派遣費用を自費負担せざるを得ない状況である。こうした事態を打開すべく、セミナーやイベントの主催者に情報保障の設置を求める活動を行う聴覚障害者もいる。
また自治体によってはそもそも手話通訳者が設置されていないところもある。手話通訳者には熟練した手話の能力だけでなく、日本語の読解力なども求められるが、現状では公的な資格制度はなく（認定資格はある）、手話通訳者が少ない自治体では日常会話をやっと行える程度の技術しか持たない者が通訳者として派遣されるなど、技術面でも地域格差がみられる。

#### 要約筆記
要約筆記とは、音声で話されている内容を要約して文字化する情報保障形態である。手話を用いない聴覚障害者にとって、最も理解しやすい形態の情報保障とされる。聴覚障害を持つ学生の間では「ノートテイク」という形で行われることもある。
ただし、要約筆記とはあくまでも「要約」であり、すべての音声情報が完全に伝えられているものではない。また、要約筆記についても、前項（手話通訳）において述べたと同様の問題点がある。「書くだけなら誰でもできる」と思われがちだが、話される内容を的確に要約し、分かりやすい形で文字にして伝えるには熟練と技術が必要であり、訓練された要約筆記者の育成も課題である。
手書き要約筆記
手書き要約筆記は、小-中規模の場にて用いられる。手書きはパソコンに比べ情報提供スピードが遅く、学術的な講演会等には向かない。また、会場が大きいと文字が見えにくくなる難点があるため、中型イベント会場やセミナー等で用いられることがある。
パソコン要約筆記
パソコン要約筆記とは、複数の人が複数台のパソコンを用いて音声情報を文字情報に変換タイピングし、単一のプロジェクタや大型ディスプレイなどを用いて文字情報を提供する情報保障手段である。パソコン1台の画面を、少人数で見る方法もある。運用するには、情報機器の搬入が認められ、電源が確保される必要がある。

#### 音声認識
音声認識はその仕組み上、「全文の見える化」が行える。要約筆記などに比べて文章量が多く、要約筆記者間の揺らぎや要約解釈の違いによる語彙のばらつきを抑えることができる。ユニバーサル対応の１つで、近年、障害者権利条約における「合理的配慮」対応の1手段として用いられるケースがある。スマートフォンの普及により、無料で使える音声認識システムが身近になった。GoogleやAppleなどの音声認識システムのほか、専用のアプリにより音声を即座に文字化できるものがある。

#### 筆談
筆談は、被情報保障者が少人数である場合に適用される。1人の情報保障者に対し、被情報保障者は1-2人が一般的。

#### 字幕
字幕は、映画など音声情報の内容が予め確定した音声情報に適用される。木の葉が風に揺れる音など、聴覚情景の情報取得を保障する。クローズドキャプションなど。
- 磁気誘導ループ（補聴器）

### 触覚による代替
視覚に依存する情報の取得が困難な場合には、点字などの触覚による情報形態が代替手段となり得る。

### 聴覚による代替
視覚に依存する情報の取得が困難な場合には、音訳や情報技術の活用による文字情報の音声化や映画・テレビ・美術鑑賞などでの音声ガイドの利用による画像情報の音声化により、聴覚による情報形態が代替手段となり得る。

## 活用場所
講演会や式典など時を限定し多人数に一斉に提供する形態から、診察や読み聞かせなど個別に提供する形態、時を限定せず紙を媒体として点字で提供する形態など、多様である。
公共分野における情報保障は、個別の態様に応じた形態を確保するため、予めの聴取が不可欠となる。
学校
式典（始業式や卒業式）、授業
イベント
障害者スポーツ大会、福祉関連の講演会
テレビ
字幕（クローズドキャプション）
役所、病院
受付など。病院では、実際の診察時にも提供される事がある。

## 現在の流行
インターネットを用いたリアルタイム情報保障
近年はインターネットの目まぐるしい発展により、遠隔地からの情報保障が行えるようになった。そのため、TV会議の映像を遠隔地で文章化し、インターネット経由で会議参加者へ送付することも可能となった。また、大学など、他大学の講義を衛星等で中継する場合においても活用することができ、現在いくつかの大学で研究が進められている。
遠隔要約筆記環境
従来、情報保障を行う人間全員が情報を発信する基に同席し、情報を伝えられる形に直し、情報保障を受ける方に届けるのが一般的であったが、近年ではインターネット内に通訳者網を構築し、情報保障を提供する者同士が同席せずとも作業できるようになってきた。ただし、この環境には時間的な遅れやデータの不達などの技術的な課題が残っている。しかし、新たなビジネスモデルとしても注目されており、環境が整う事で、情報保障を行う業種として確立する可能性がある。現在、日本遠隔コミュニケーション支援協会が大学の遠隔情報保障について実証実験をしている。
筑波技術大学では、2010年にモバイル型情報保障という仕組みを立ち上げている。これは携帯電話と配信サーバ（ITBC2というアプリ）を用いる仕組みになっている。また、HTML5を用いた遠隔情報保障システム（captiOnline）というシステムも公開している。
音声認識を併用した情報保障
ディープラーニングなどAIテクノロジーと音声認識が組み合わさることにより、音声認識レベルが飛躍的に向上した結果、人間の入力を機械に肩代わりさせることができるようになった。現在このような仕組みを活用している大学としては、長野大学、宮城教育大学、群馬大学、東京大学などがある。また、連携して編集するための仕組みは、静岡福祉大学がまあちゃんというシステムを研究・開発している。従来の仕組みを用いる方法としては、日本遠隔コミュニケーション支援協会がGoogle音声認識を併用する方法を検討している。京都大学では、独自に開発したJuliusという音声認識エンジンを用いた字幕付与システムを構築している。
ITを用いた演劇に対する情報保障
歌舞伎や能、演劇などにITを用いた情報保障を行っているケースがある。近年では、シアターアクセシビリティネットワーク（TA-net）という団体が薪能や劇団四季の演劇などに字幕を付与した。この仕組みは、メディア・アクセス・サポートセンター(MASC)が開発している配信システムが使われている。
地上波デジタル放送による情報保障標準化
地上波デジタル放送が始まり、字幕が標準的に提供されるようになった。このため、文字放送デコーダなどの高価な機材を追加購入することなく情報保障を受ける事が可能になった。また、ハイブリッドキャストなどのIP放送により、手話なども同時に提供できる仕組みが用意されている。
聞え支援スピーカーによる情報保障の研究
現在のスピーカーおよびオーディオ技術を聞こえの観点から見直し、補聴器を装着するだけではなく音を発する側で聞えやすい環境を整えるという「声と音のバリアフリー」をテーマに情報保障の可能性について研究を行っているＮＰＯ法人が千葉県松戸市にある。聞こえを改善するスピーカーとしては、ミライスピーカーやコミューンなどがある。